# William Videhult
Anders William Videhult, född 13 oktober 2002, är en svensk fotbollsspelare som spelar för Sollentuna FK.

## Karriär
Videhult började spela fotboll i IK Oden. Videhult gick därefter till Västerås SK och debuterade för A-laget den 16 september 2018 i en 4–2-vinst över Linköping City i Division 1, där han blev inbytt på övertid mot Karwan Safari. Inför säsongen 2019 blev Videhult uppflyttad i A-laget på ett 2,5-årskontrakt.
Videhult gjorde sin Superettan-debut den 1 september 2019 i en 2–1-förlust mot Trelleborgs FF, där han blev inbytt i den 88:e minuten mot Petar Petrović. Videhult spelade även en match på lån för Skiljebo SK i Division 2 under säsongen 2019 och gjorde då ett hattrick. I mars 2020 förlängde han sitt kontrakt i Västerås SK fram över säsongen 2022. Videhult spelade 19 ligamatcher under säsongen 2020.
I september 2021 lånades Videhult ut till division 2-klubben IFK Eskilstuna. I februari 2022 förlängde Videhult sitt kontrakt i Västerås SK fram över säsongen 2023 och blev samtidigt utlånad till Piteå IF på ett säsongslån. Videhult bryter  sitt kontrakt och flyttar permanent till Piteå IF, där han skrev på ett ettårskontrakt. I oktober 2023 förlängde Videhult sitt kontrakt i klubben med två år.
I januari 2025 värvades Videhult av Sollentuna FK.